# Marsangis
Marsangis je francouzská obec v departementu Marne v regionu Grand Est. Žije zde 46 obyvatel.

## Geografie

### Sousední obce
| Růžice kompasu | La Chapelle-Lasson         | Thaas            |                | Růžice kompasu |
| Růžice kompasu | Allemanche-Launay-et-Soyer | Sever            | Saint-Saturnin | Růžice kompasu |
| Růžice kompasu | Allemanche-Launay-et-Soyer | Marsangis        | Saint-Saturnin | Růžice kompasu |
| Růžice kompasu | Allemanche-Launay-et-Soyer | Jih              | Saint-Saturnin | Růžice kompasu |
| Růžice kompasu | Anglure                    | Granges-sur-Aube | Vouarces       | Růžice kompasu |